# Michiel van Kempen
Michaël Henricus Gertrudis (Michiel) van Kempen (Oirschot, 1957. április 4. –) holland író, irodalomtudós, a suriname-i irodalom és kultúra kutatója. Több regény, elbeszélés, esszé, úti beszámoló és forgatókönyv szerzője. Több szöveggyűjteményre való karib irodalmat válogatott össze, és számtalan suriname-i irodalomról szóló tanulmányt írt, melyek együtt a kétkötetes Een geschiedenis van de Surinaamse literatuur (2003) (A suriname-i irodalom története) című alapműben jelentek meg.

## Életrajz
Az Eindhoveni Van der Putt Líceumban eltöltött évek után Van Kempen holland nyelv és irodalom szakosként diplomázott a Nijmegeni Katolikus Egyetemen, és az Universiteit van Amsterdamon 2002. június 5-én doktorált az ötkötetes A suriname-i irodalom története című disszertációjával, melyből 2003-ban jelent meg a kétkötetes kézikönyvkiadás. A könyv 1400 oldalon ad körképet Suriname orális és írott irodalmáról.
Van Kempen egy ideig tanárként is munkálkodott. 1980 és 1982 között Nijmegenben majd, 1983 és 1987 között Paramaribóban. Suriname-ban docensként és 'kreatív íróként' dolgozott a Academie voor Hoger Kunst- en Cultuuronderwijs (Művészeti és Művelődési Akadémián), majd a Kultúra és Oktatásügyi Minisztérium általános kulturális ügyekkel foglalkozó osztályának irodalmi szekciójában töltött be koordinátori pozíciót.
1991-től 1995-ig a Universiteit van Amsterdam könyvtárában folyó Suriname-projekt koordinátora volt, amely eredményeképpen egy 8000 címből álló Suriname-katalógus jött létre. 1994-től 1998-ig tudományos kutatómunkatársként dolgozott a Universiteit van Amsterdamon. Szerte a világon tart egyetemi vendégelőadásokat. Kiadóknak, fesztiváloknak és alapítványoknak nyújt segítséget tanácsadóként.

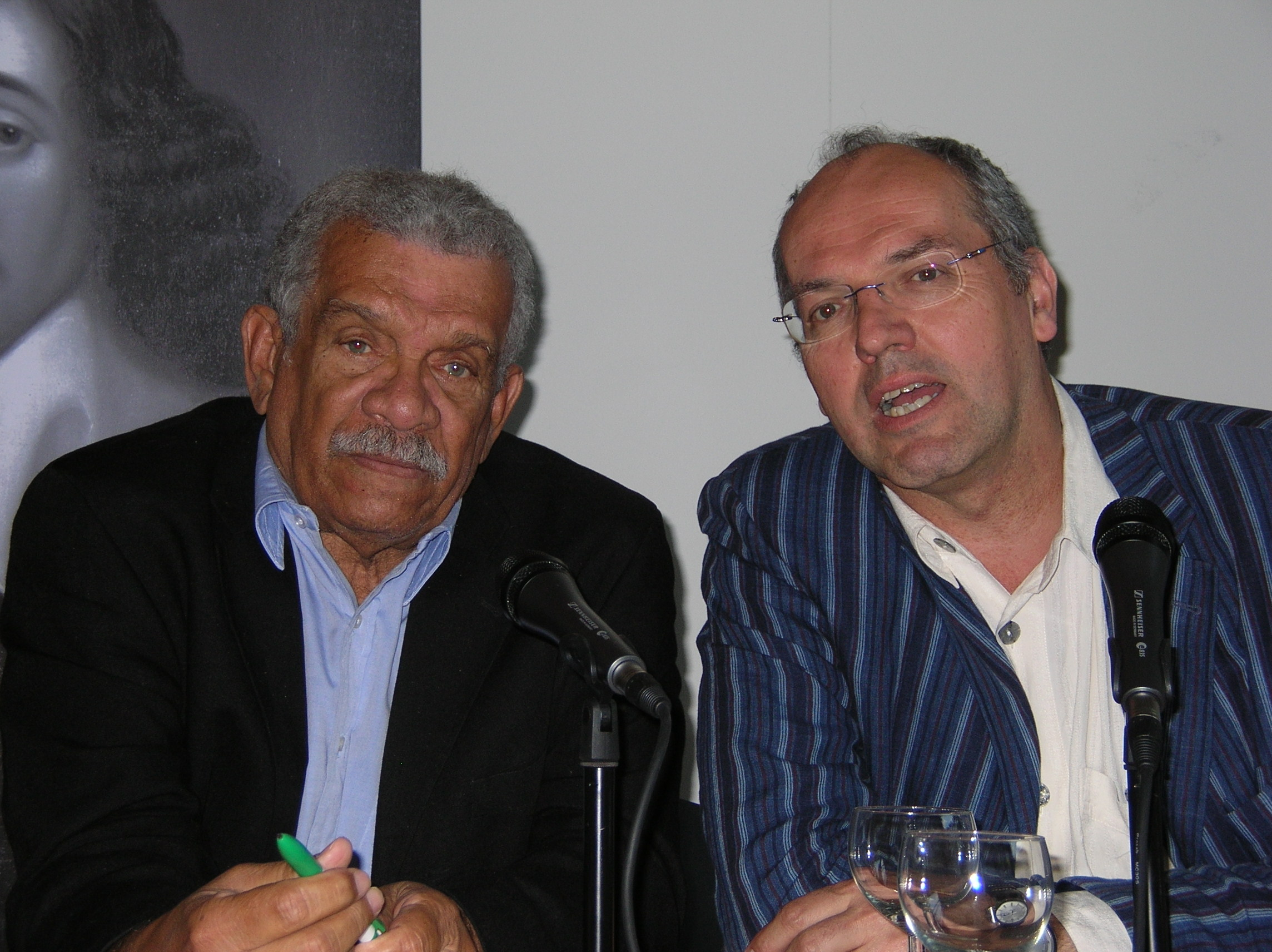
Derek Walcott (Irodalmi Nobel-díj (2008)) és Van Kempen (jobbról)

2006. szeptember 1-jétől az Universiteit van Amsterdam nyugat-indiai irodalommal foglalkozó tanszékének egyetemi tanára, mely posztot elsőként tölthet be. 2006 és 2007 között az Oso folyóirat főszerkesztője volt. A leideni Holland Irodalmi Társaság Karib Irodalmi Csoport vezetésének kincstárnoka.

## Tudományos cikkek és tanulmányok
Van Kempen számos folyóirat és napilap volt, valamint jelenlegi szerkesztője. Többek között: Uit de Kunst, Tegenspraak, a Suriname-mal foglalkozó tudományok folyóirata az Oso, továbbá Literair Café Nijmegen, és a KNAW (Holland Királyi Tudományos Akadémia) internetes portáljának szerkesztője. Vendégszerkesztőként a következő folyóiratoknál is dolgozott: Deus ex Machina (1987), Preludium (1988), De Gids (1990) en Armada (1999). De Ware Tijd Literair alapítója és főszerkesztője, amely a legnagyobb suriname-i napilap irodalmi melléklete.
Tollából megannyi tanulmány és cikk jelent meg holland napilapokban, úgy mint a Maatstaf, De Gids, Ons Erfdeel, Vrij Nederland, de Volkskrant, NRC Handelsblad, De Groene Amsterdammer, Streven, Restant, Kruispunt, het Kritisch Literatuur Lexicon, de Larousse és Oosthoek Encyclopedie, Dietsche Warande & Belfort, Bzzlletin, Callaloo, Poëziekrant, De Parelduiker. 1984-től 1993-ig hetente megjelenő irodalomkritikákat publikált többek között a De Ware Tijd Literair és a Weekkrant Suriname folyóiratokban. Kritikáit az 1993-ban megjelent De geest van Waraku (Waraku szelleme) kötetben gyűjtötte össze.
Van Kempen társszerkesztőként szintén közreműködött két tanulmánykötet létrejötténél: Tussenfiguren (1988) (Köztes figurák) en Wandelaar onder de palmen (2004) (Sétáló a pálmák alatt).

## Kutatások a karib irodalomban
Van Kempen közösen Michel Szulc-Krzyzanowski fényképésszel két fotóalbumot jelentetett meg: Woorden die diep wortelen (1992) (Mélyen gyökerező szavak), amely suriname-i írók és mesélők portréját festi meg, és Woorden op de westenwind, amely suriname-i emigráns írókat mutat be.
Kijk vreesloos in de spiegel (1998) (Félelem nélkül nézz a tükörbe) című művében hat esszét szentel a suriname-i íróóriás Albert Helmannak. Összefoglaló irodalomtörténeti munkáját Suriname irodalmáról számos tanulmány előzte meg: De Surinaamse literatuur 1970–1985 (1987) (Suriname irodalma 1970–1985) és Surinaamse schrijvers en dichters (1989) (Suriname-i írók és költők). Az általa összeállított hatalmas szöveggyűjtemények, mint a de Spiegel van de Surinaamse poëzie (1985) (A suriname-i költészetének tükre), Mama Sranan; 200 jaar Surinaamse verhaalkunst (200 év suriname-i próza) és (Wim Rutgersszel) Noordoostpassanten; 400 jaar Nederlandse verhaalkunst over Suriname (400 év holland próza Suriname-ról), de Holland Antillák és Aruba óriási mennyiségű új irodalmi szövegre hívta fel az olvasóközönség figyelmét.

## Díjak és kitüntetések
1987-ben irodalmi munkásságáért elnyeri a suriname-i Rahman-Khan díjat, majd 2004-ben a Flamand Parlamentben vehette át a Holland-Flamand ANV-Visser Nederlandia díjat. Suriname függetlenségének harmincadik évfordulójának előestéjén az Ere-Orde van de Gele Ster tiszti érdemrendjével tüntették ki. 2007-ben a Holland Oranje-Nassau Királyi Ház lovagjává ütötték. 2009-ben irodalmi munkásságáért elnyeri a suriname-i Gaanman Gazon Matodja Award díjat.

## Szépirodalmi munkásság
Van Kempen szépirodalmi tevékenységének eredménye három regény, két gyermekkönyv és különböző novelláskötetek. Elbeszélő prózája több nézőpontból mutatja be a különböző kultúrából származó emberek egymáshoz való közeledésének minduntalan kudarcát. Az 1997-ben megjelent Plantage Lankmoedigheid (Türelem ültetvény) című regényben is ezt a tematikát dolgozza fel a nyolcvanas évek katonai revolúcióját átélő Suriname-ban. Hasonló díszletek között játszódik több novella is a Landmeten (Földosztás) című kötetből, melyet Winston Leeflang álnév alatt jelentetett meg. A címadó novellában Pakistaanse nacht en andere verhalen (2002) (Pakisztáni éjszaka és más elbeszélések) egy Pakisztánban utazgató nyugati házaspár konfrontálódását mutatja be egy nyugdíjazott katonatiszttel. Het Nirwana is een lege trein (A Nirvána egy üres vonat, 1990) című kötetben Indiai utazásáról szóló leírásokat gyűjtötte össze.

## Bibliográfia

### Próza
- Windstreken. De Volksboekwinkel, Amsterdam, 1992 (kisregény)
- Bijlmer, oh Bijlmer! Wilfred du Bois & Margriet Walinga, Amsterdam, 1993 (kisregény)
- Ik ben Nalini en ik ben een buitenbeentje. Kennedy Stichting, Paramaribo, 1993 (kisregény)
- Plantage Lankmoedigheid; roman. In de Knipscheer, Haarlem, 1997 (regény)
- Het Nirwana is een lege trein: reisverhalen over India. In de Knipscheer, Amsterdam, 2000 (travel story)
- Pakistaanse nacht en andere verhalen. In de Knipscheer, Haarlem, 2002 (kisregény)
- Vluchtwegen; roman. De Geus, Breda, 2006 (regény)

### Költészet
- Wat geen teken is maar leeft. In de Knipscheer, Haarlem, 2012

### Esszé
- Cityscapes + birdmen. Photography Jacquie Maria Wessels. Text Michiel van Kempen. Voetnoot, Antwerpen, 2010

### Próza álnév alatt
- Mani Sapotille, Het tweede gezicht. De Volksboekwinkel, Paramaribo, 1985 (gyermek- és ifjúsági irodalom)
- Winston Leeflang, Landmeten. In de Knipscheer, Amsterdam, 1992 (kisregény)
- Winston Leeflang, Heer Slaapslurf. Lees Mee, Paramaribo, 1993 (gyermek- és ifjúsági irodalom)